# خدمات ذات صلة في قانون تعليم الأفراد المعاقين
إن قانون
تعليم الأفراد ذوي الإعاقات IDEA  ينص على
ضرورة أن يكون لكل طفل يعاني إعاقة ما كالاضطراب السلوكي أو الانفعالي وغيرها من
الإعاقات برنامج تربوي فرد IEP معين خاص به.
كما يجب تدوين هذا البرنامج في وثيقة معينة، تتضمن خطة تعليم فردية وتقع المسؤولية القانونية لتنفيذها على عاتق كل هيئة تربوية محلية.

المتطلبات القانونية للبرنامج التربوي الفردي:
الخدمات ذات الصلة يتم تحديدها في قانون تعليم الأفراد المعاقين ("IDEA") الأمريكي لعام 1997 حيث ينص على،
«يلزم توفير خدمات النقل وغيرها من الخدمات التنموية والتصحيحية والداعمة لمساعدة الطفل المعوق حتى يستفيد من التربية الخاصة...»[الباب 300.24(أ)].
ويعتبر التلاميذ الذين بحاجة إلى تربية خاصة وتعليم مُصمم خصيصًا مؤهلين للحصول على الخدمات ذات الصلة بموجب قانون تعليم الأفراد المعاقين. ويتم تقييم التلميذ، خلال عملية التقييم، في البداية لمعرفة ما إذا كان التلميذ معاقًا، ثم تحديد نوع الخدمات اللازمة للطالب. ويتضمن قانون تعليم الأفراد المعاقين تقديم العديد من الخدمات ذات الصلة.
وتشمل الخدمات ذات الصلة: الخدمات السمعية، وتقديم الاستشارات، والكشف المبكر، والتدريبات والاستشارات الأسرية، والزيارات المنزلية، والخدمات الصحية، والخدمات الطبية، وخدمات التمريض، وخدمات التغذية، والعلاج الوظيفي، والتوجيه وخدمات التنقل، والاستشارات والتدريبات الوالدية، والعلاج الطبيعي، والخدمات النفسية، والترفيه والعلاج الترفيهي، وخدمات الاستشارات التأهيلية، وخدمات الصحة المدرسية، وخدمات التنسيق، وخدمات العمل الاجتماعي بالمدارس، وأمراض التخاطب وتقويم النطق واللغة، النقل والتكاليف ذات الصلة، والتكنولوجيا المساعدة والخدمات. تم تعديل الخدمات ذات الصلة في قانون تعليم الأفراد المعاقين 1997, ويتلقى أكثر من 6,1 مليون طفل معاق الخدمات ذات الصلة في السنة الدراسية 1998-1999 (نيتشي).
ويعتمد الأطفال الذين يعانون من اضطرابات استثنائية على الخدمات ذات الصلة في برامج التعليم الفردي الخاص بهم. إن الخدمات ذات الصلة بموجب قانون تعليم الأفراد المعاقين, «...سوف تساعد الطفل المعاق في الاستفادة من التربية الخاصة» [الباب 300.24(أ)]. كما ستساعد الخدمات ذات الصلة الأطفال في الوصول إلى أهداف وأغراض برامج التعليم الفردي (IEP). وفي الواقع يوجد قسم الخدمات ذات الصلة ببرامج التعليم الفردي مباشرة بعد قسم الأهداف والأغراض. ويتطلب برنامج التعليم الفردي من منشئ الوثيقة إدراج الخدمات التي يتم تقديمها، والمكان الذي سيتم تقديم الخدمات به، وعدد مرات تقديم الخدمة، والتاريخ المتوقع لبداية تقديم الخدمة، والمدة المتوقعة لتقديم الخدمة. وللتأكد من أن هذا القسم من برنامج التعليم الفردي كُتب بطريقة صحيحة، من الضروري أن يحضر مقدم الخدمة الخاصة اجتماع برنامج التعليم الفردي أو أن يرسل وثيقة مكتوبة تصف الخدمة التي سوف تقدم بالتفصيل.
وقد أصبحت الدعوة للعمل بروح الفريق مألوفة تماما في مجال التربية الخاصة، فالتربية الخاصة مسؤلية تشاركية والممارسة الجيدة تقتضي العمل بروح الفريق في كافة مراحل تنفيذ التربية الخاصة وليس في مرحلة واحده فقط.والاهتمام بالعمل ضمن فريق ليس نتيجة للتشريعات والقوانين فقط ولكنه يعكس أيضا وجهة نظر الاخصائيين حول النمو الإنساني. وترى وجهة النظر هذه أن الطفل كل متكامل ومتفاعل وليس مجموعاً من اجزاء منفصلة عن بعضها البعض.كذلك يقر الاخصائيون في مجال التربية الخاصة بأن المشكلات لدى الأطفال المعوقين متعددة الأوجه ومعقدة لدرجة لا يمكن معها لأي تخصص بمفردة إيجاد حلول مناسبة لها.ويدفع تعقيد المشكلات التطورية في مرحلة الطفولة وتداخل مظاهر النمو لدى الطفل بالعاملين إلى الاعتراف بأهمية العمل التعاوني.فوجهات النظر المختلفة تقود إلى اتخاذ قرارات أفضل من وجهة نظر واحدة.وبالطبع، تتحدد تشكيلة الفريق على ضوء الاحتياجات الفردية للطفل.ويجب على جميع الأعضاء أن يكون لديهم الرغبة في تبادل المعلومات مع الاخرين وأن يكونوا مستعدين لاكتساب مهارات فض النزاعات وحل المشكلات.وبالرغم من أن نماذج مختلفة من العمل الفريقي تستخدم في التربية الخاصة، تتألف معظم الفرق من أخصائيين يمثون عدة تخصصات مختلفة من أهمها: التربية الخاصة، العمل الاجتماعي، علم النفس، الطب، العلاج الطبيعي، العلاجالوظيفي، علاجالنطق.وتحرص كافة نماذج العمل الفريقي على أن تشارك الأسرة بمستويات مختلفة وبدرجات متفاوتة.ويتصدى أعضاء الفريق لمهمات مشتركة منها: تقييم الوضع التطوري للطفل، تصميم وتنفيذ برنامج تدخل لتلبية احتياجات الطفل في بيئته والأسرية، وما يميز نماذج العمل الفريقي عن بعضها البعض هو طبيعة التفاعل بين الأعضاء وليس تشكيل بنية الفريق أو المهمات التي يقوم بتأديتها. وهناك ثلاث نماذج من العمل الفريقي وهي:
1- فريق متعدد التخصصات Multi-disciplinary Team
في هذا النموذج يعمل الاخصائيون من تخصصات مختلفة معا ولكن بشكل مهني مستقل عن بعضهم البعض، إنهم يعملون بجانب بعضهم البعض ولكن كل واحد منهم يعمل بمفرده، ورغم أن أعضاء الفريق متعدد التخصصات قد يعملون معا ويتشاركون بنفس الحيز المكاني والأدوات إلا أنهم غالبا ما يعملون بشكل مستقل تماما. ولا يؤسس التفاعل بين أعضاء هذا الفريق لخدمات تعكس وجهة النظر القائلة بأن النمو متكامل ومتفاعل، وقد يؤدي هذا إلى خدمات جزئية للأطفال وتقارير متضاربة ومربكة لأولياء الأمور. من وجهة أخرى، يفتقر الفريق متعدد التخصصات إلى التواصل والتفاعل بين أعضائة مما يحمل أولياء الأمور مسؤولية التنسيق وإدارة حالة الطفل.
2- فريق ما بين التخصصات Inter-disciplinary Team 
يتكون هذا الفريق من أولياء الأمور ومهنيين من عدة تخصصات، وعند العمل بروح الفريق ما بين التخصصات توجد قنوات تواصل رسمية بين الأعضاء تشجعهم على تبادل المعلومات ومناقشة نتائج التدخل على مستوى الطفل، ويشارك أعضاء هذا الفريق في اجتماعات دورية لمناقشة حالات الأطفال الذين يعملون معهم، فالطفل يقيمه ممثلون عن تخصصات متعددة بشكل مستقل ولكنهم يجلسون معاً في وقت لاحق لمناقشة نتائج تقييمهم للطفل ولتطوير برنامج تدخل مناسب له، وبوجه عام يكون كل أخصائي مسؤولاً عن الجانب الذي يتعلق بتخصصه، ومع أن الفريق ما بين التخصصات يساعد في التغلب على المشكلات المرتبطة بالفريق متعدد التخصصات، فإن التواصل بين الأعضاء ليس جيداً جداً حيث قد تطغى بعض التخصصات وتسيطر على عمل الفريق.
3-فريق عبر التخصصات Trans-disciplinary Team
يتألف هذا الفريق أيضاً من أولياء الأمور وأخصائيين يمثلون عدة تخصصات، لكنه يحاول تجاوز حدود كل تخصص لإتاحة الفرص للأعضاء للتواصل والتفاعل والتعاون بشكل مستمر، إنه نموذج يعبر الحدود بين التخصصات في الاتجاهات المختلفة، والتواصل المستمر بين أعضاء الفريق ضروري لتلبية الاحتياجات المتغيرة للطفل وفق منهجية موحدة، ويقوم نموذج عبر التخصصي على مبدأين هما: أ- إن نمو الأطفال ذو طبيعة تكاملية وتفاعلية، ب- يجب خدمة الأطفال في سياق أسرهم. فالأسرة لها تأثير كبير جداً على الطفل، ولذلك يجب أن يكون لها دور مهم في عمل الفريق بحيث تشارك في وضع الأهداف وتصميم البرنامج لها ولطفلها، وتتخذ كافة القرارات في الفريق عبر التخصصي بالإجماع، ورغم أن أعضاء الفريق جميعاً يتحملون مسؤولية تطوير البرنامج للطفل، إلا أن أخصائياً يعين كمنسق لأعمال الفريق أو كمقدم أساسي للخدمات وهو الذي يكون مسؤولاً عن التواصل المباشر والمستمر مع الأسرة، ومن حسنات هذا النموذج: أنه يعمل على تجنب الخدمات الجزئية غير المتكاملة ويعمل على تجنب ازدواجية الخدمات، ولأن أعضاء الفريق عبر التخصصي يعتمدون على بعضهم بعضاً، يجب على كل واحد منهم أن يساعد الآخر، وهذا يتطلب:
1-إعطاء الوقت الكافي والجهد اللازم والعمل عبر الحدود.
2-العمل من أجل أن تتخذ القرارات المتعلقة ببرنامج الطفل بالإجماع والاتفاق.(بمعنى آخر تجنب أن يسيطر تخصص على التخصصات الآخرى)
3-دعم الأسرة ودعم أعضاء الفريق الآخرين.
4-الاعتراف بأهمية الأسرة ومشاركة أولياء الأمور كأعضاء في الفريق على قدم المساواة مع الآخرين.
هذا وقد جرت العادة أن يتم إعداد كوادر التدخل المبكر ضمن برامج تخصصية محددة، ويتطلب العمل بروح الفريق إعادة النظر في برامج تدريب المعلمين وغيرهم من مقدمي الخدمات للأطفال المعوقين بما يتسق وفلسفة العمل بروح الفريق، ويتطلب هذا من الجامعات والمعاهد أن تشجع التعاون بين الأقسام والكليات، إلا أن واقع إعداد المعلمين وغيرهم في معظم الجامعات العربية لا يشجع العلاقات بين التخصصات بل وأحياناً في نفس التخصص.